# Trận Kissingen
Trận Kissingen là một trận đánh trong cuộc Chiến tranh Bảy tuần, đã diễn ra vào ngày 10 tháng 7 năm 1866, tại thị trấn Kissingen thuộc Vương quốc Bayern ở Đức. Đây là cuộc đụng độ cuối cùng giữa quân đội Phổ và Bayern trong tháng 7 năm 1866. Trong trận chiến dai dẳng và đặc biệt đẫm máu này, các lực lượng Phổ dưới quyền chỉ huy của tướng Eduard Vogel von Falckenstein đã giành chiến thắng trước quân đội Vương quốc Bayern dưới sự chỉ huy của Trung tướng Friedrich Zoller, gây cho quân đội Bayern những thiệt hại nặng nề. Thắng lợi của quân đội Phổ tại Kissingen đã chứng tỏ ưu thế của súng trường nạp hậu của họ trước súng trường của quân đội Bayern trong cận chiến. Trong cuộc giao chiến, bản thân người tổng tư lệnh của quân Bayern là Zoller cũng bị trúng đạn và tử thương, và cả hai phe đều chịu thiệt hại nhiều sĩ quan tài năng của mình. Cuộc bại trận của người Bayern ở Kissingen đã làm dấy lên một làn sóng rối loạn trong thị trấn này.
Trong cuộc Chiến tranh Bảy tuần, người chỉ huy của đội quân chủ lực của Phổ là Von Falkenstein đã phát động cuộc tấn công vào các đồng minh Đức của Đế quốc Áo, và xâm chiếm xứ Bayern ngay sau những thắng lợi của mình tại Wiesenthal và Zella. Trong khi sư đoàn của tướng Manteuffel thắng trận tại Zella, sư đoàn Phổ của tướng Beyer cũng đánh đuổi một quân đoàn Liên minh Đức tại Hingeld. Trước sức tiến công của quân Phổ, quân Bayern dưới quyền chỉ huy của Hoàng tử Karl xứ Bayern đã tiến hành triệt thoái về Kissingen và Münnerstadt. Tại Brückenau, Beyer đã hội quân với Falkenstein. Vào ngày 9 tháng 7 năm 1866, các lực lượng Phổ đã đến gần thị trấn Kissingen. Và, vào buổi sáng ngày 10 tháng 7, quân đội Phổ đã hiện diện ở phía trước đối phương tại Kissingen, và quân đội Bayern vốn yếu thế về quân số đã rơi vào tình thế bất ngờ. Các khẩu pháo của quân Bayern đã nã đạn vào các đội hình hàng dọc dẫn đầu của Phổ (lữ đoàn của tướng Ferdinand von Kummer). Lực lượng Pháo binh của Kummer nhanh chóng đáp trả, báo hiệu trận chiến bắt đầu. Mặc dù quân Bayern án ngữ tại các vị trí thuận lợi, họ không thể giữ được các vị trí trên sông Saal mà mũi tiến công của quân Phổ nhằm vào. Trong các cứ mình, quân Bayern chống trả đặc biệt quyết liệt tại Kissingen, họ kiên cường phòng ngự lối vượt sông Saal. Tuy nhiên, quân Phổ đã vượt sông bằng một chiếc cầu bị hư hại không hoàn toàn, và với một lực lượng pháo binh hùng hậu quân đội Phổ đã chiếm được ngọn cầu. Cuộc vượt sông của quân đội Phổ đã quyết định cho trận chiến, và họ đánh như vũ bão vào thị trấn. Sau khi cả hai phe đều chịu thương vong cao, quân Phổ đã làm chủ được toàn bộ Kissingen. Tuy nhiên, quân đoàn đã rút chạy khỏi Kissingen của Bayern sau đó thiết lập một cứ điểm về phía đông thị trấn.
Trận đánh vẫn tiếp diễn cho tới khi lữ đoàn Phổ của tướng Wrangel chiếm được Winkels. Người Phổ tưởng đối phương đã triệt binh, song vào cuối ngày hôm đó, người Bayern dưới sự chỉ huy của Hoàng tử Karl đã phát động một cuộc tấn công, đánh quân Phổ thiệt hại nặng. Song, bằng một cuộc xung phong ồ ạt, quân đội Phổ đã giành lại được vị trí của mình và đập tan cuộc tiến công của Karl. Cùng ngày, sư đoàn của Beyer cũng đánh bại một phần của quân đội Bayern trong trận Hammelburg – một trong 4 vị trí phòng ngự của Bayern rơi vào mũi tiến công của Phổ.